# John W. Summers

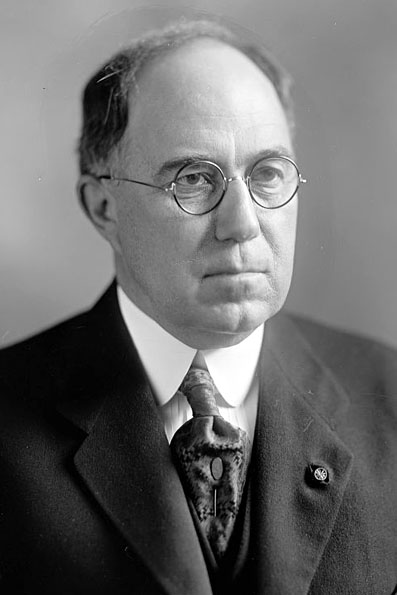
John W. Summers

John William Summers (* 29. April 1870 bei Valeene, Orange County, Indiana; † 25. September 1937 in Walla Walla, Washington) war ein US-amerikanischer Politiker. Zwischen 1919 und 1933 vertrat er den Bundesstaat Washington im US-Repräsentantenhaus.

## Werdegang
John Summers besuchte die öffentlichen Schulen seiner Heimat und danach bis 1889 das Southern Indiana Normal College in Mitchell. Anschließend studierte er bis 1892 an der Kentucky School of Medicine in Louisville Medizin. Später ergänzte er seine medizinischen Kenntnisse an den Universitäten in New York City, London, Berlin und Wien. Nach seiner Zulassung als Arzt begann er zunächst in Mattoon (Illinois) in seinem neuen Beruf zu arbeiten. Im Jahr 1908 verlegte er seinen Wohnsitz und seine Praxis nach Walla Walla im Staat Washington. Dort wurde er auch in der Landwirtschaft, und hier besonders auf dem Gebiet des Obstanbaus, tätig.
Politisch wurde Summers Mitglied der Republikanischen Partei. Im Jahr 1917 gelang ihm der Einzug in das Repräsentantenhaus von Washington. Bei den Kongresswahlen des Jahres 1918 wurde er im vierten Wahlbezirk seines Staates in das US-Repräsentantenhaus in Washington, D.C. gewählt. Dort trat er am 4. März 1919 die Nachfolge von William La Follette an. Nach sechs Wiederwahlen konnte er bis zum 3. März 1933 sieben zusammenhängende Legislaturperioden im Kongress absolvieren. In dieser Zeit wurden der 18., der 19. und der 20. Verfassungszusatz verabschiedet.
Bei den Wahlen des Jahres 1932 unterlag John Summers dem Demokraten Knute Hill, gegen den er auch in den Jahren 1934 und 1936 erfolglos antrat. Nach seinem Ausscheiden aus dem US-Repräsentantenhaus setzte Summers seine früheren Tätigkeiten fort. Er starb am 25. September 1937 in Walla Walla und wurde dort auch beigesetzt.